# Dinghu, Anhui
Dinghu (kinesiska: 丁湖) är en köping i östra Kina. Den ligger i Si härad i staden Suzhou i provinsen Anhui, omkring 170 kilometer norr om provinshuvudstaden Hefei. Antalet invånare är 49493. Befolkningen består av 24 012 kvinnor och 25 481 män. Barn under 15 år utgör 18,0 %, vuxna 15-64 år 70 %, och äldre över 65 år 11,0 %.